# أكاديمية العلوم في الجمهورية الإسلامية الإيرانية
أكاديمية العلوم في جمهورية إيران الإسلامية (الفارسية: فرهنگستان علوم جمهوری اسلامی ایران) تأسست في عام 1988. وهي إحدى الأكاديميات الأربع للجمهورية الإسلامية الإيرانية. والثلاثة الأخرى هي: الأكاديمية الإيرانية للعلوم الطبية، والأكاديمية الإيرانية للفنون، وأكاديمية اللغة والأدب الفارسي.

## المنظمة
إن الأكاديمية تتكون من رئيس الدولة بصفته مديرًا للأكاديمية، والهيئة العامة، ورئيس الأكاديمية (حاليًا محمد رضا مخبر دزفولي)، والمجلس العلمي، وأمين الأكاديمية.
وتضم الأكاديمية ستة أقسام علمية وهي كالآتي: قسم العلوم الزراعية، قسم العلوم الأساسية، قسم علوم الهندسة، قسم العلوم الإنسانية، قسم الدراسات الإسلامية، وقسم العلوم البيطرية.

## الأهداف
ومن بين الأهداف الرئيسة لأكاديمية العلوم الإيرانية تحقيق الاستقلال العلمي والثقافي، وترقية العلوم والتقنية، وتشجيع روح البحث، والوصول إلى أحدث النتائج والابتكارات العلمية من خلال العمل الجماعي، واستيعاب وتشجيع ودعم الباحثين والعلماء البارزين. ومن أجل تحقيق هذه الأهداف، فإن الأكاديمية لديها مجموعة من الواجبات بما في ذلك مسح وتحليل وضع العلوم والتكنولوجيا والتعليم والبحث على المستوى الوطني؛ ودراسات حول تجارب البلدان الأخرى في تطوير العلوم والتكنولوجيا وتطبيقها فيما يتعلق بالمرافق والإمكانات المتاحة للبلاد؛ والدعم المادي والمعنوي للعلماء لإنشاء أعمال علمية من بين الواجبات الأخرى.

## الأعضاء
تتكون الأكاديمية من ثلاثة أنواع من الأعضاء وهم الزملاء والأعضاء المنتسبين والأعضاء الفخريين. يُنتخب جميع الأعضاء بالاقتراع السري ويحتاجون إلى أغلبية الأصوات. في عام 1990، اختار المجلس الأعلى للثورة الثقافية أول خمسة عشر عضوًا في الأكاديمية. هناك متطلبات لأي من هذه الأنواع من العضوية، على سبيل المثال يجب أن يكون الأعضاء الزملاء أساتذة كاملين ولديهم منشورات متميزة وجِنْسيَّة إيرانية.

## طالع أيضًا
- العلوم والتكنولوجيا في إيران
- التعليم العالي في إيران
- مصطفى محقق داماد عضو الأكاديميّة

## روابط خارجية
- الموقع الرسمي